# ウィリアム・ヒギンボーサム
ウィリアム・ヒギンボーサム（William (Willy) A. Higinbotham, 1910年10月25日 - 1994年11月10日）は、アメリカ合衆国の物理学者。コネチカット州ブリッジポート生まれ。
世界初のコンピュータゲーム『Tennis for Two』を開発した。『ポン』同様、このゲームもテニスもしくは卓球を基にしているが、電子式アナログコンピュータを利用したものだったため、後世の（ディジタルコンピュータによる）コンピュータゲームで似たようなものが作れるようになるまでには時間がかかったため類例がほとんどない。ブルックヘブン国立研究所の the Instrumentation Division の部長として、研究所に来た人を楽しませるために1958年に作成したもので、アナログコンピュータの他オシロスコープを表示装置として用いている。また、このゲームは特許や学会発表などはされず、後世のゲーム開発と技術的な関係はない。ゲーム考案のきっかけは、使用していたコンピュータの説明書にミサイルやゴムまりの軌道を表示するプログラム例が記述されていたこととされている。
また、核兵器拡散防止に関する団体、米国科学者連盟 の初代議長と最高顧問を務めた。
1932年、ウィリアムズ大学で学部教育を終え、コーネル大学で研究を続けた。1941年から1943年まではマサチューセッツ工科大学で、レーダーシステムの開発に努めた。また、第2次世界大戦中から終戦まで、ロスアラモス国立研究所でエレクトロニクス部の部長を務めていたこともあった。